# Anthony Stevens
Pour les articles homonymes, voir Stevens.
Anthony Stevens, né l" 27 mars 1933 à Exeter et mort le 13 juillet 2023 à Corfou, est un psychiatre psychologue analytique jungien britannique.

## Biographie
Il obtient une licence de psychologie et réalise un doctorat de médecine, obtenu à l'université d'Oxford et suit quelque temps les enseignements de John Bowlby. Il est membre du Royal College of Psychiatrists et de l'Independent Group of Analytical Psychologists. 
Il est l'auteur d'ouvrages traitant de la psychologie analytique, notamment des archétypes.

## Œuvre
- Jung: A Very Short Introduction
- Atom and Archetype: The Pauli/Jung Letters
- Archetype Revisited
- Ariadne's Clue
- Jung
- The Two Million-year-old Self
- The Roots of War and Terror
- Private Myths: Dreams and Dreaming
- Evolutionary Psychiatry
- Archetype: a natural history of the self, Routledge, 1990,  (ISBN 9780415052207)